# ホームランメロン

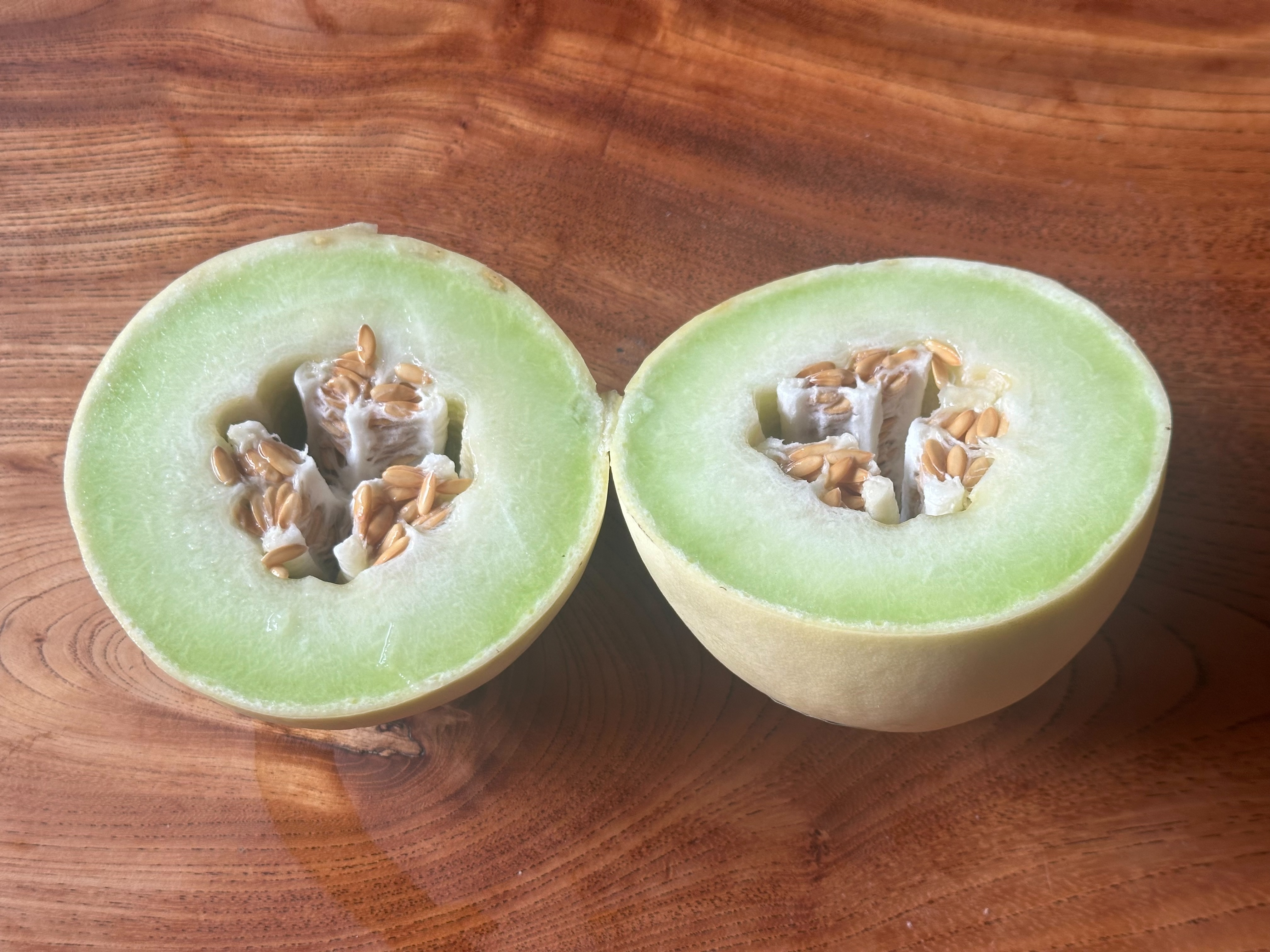
ホームランメロン

ホームランメロンは、熊本県が発祥とされる表皮・果肉が共に白く、小玉のノーネットメロン。

## 概要
白肉ハネデューメロンと緑肉ハネデューメロンの交配により誕生。名前の由来は、開発当時、昭和時代の人気スポーツであった野球（ホームラン）による。
また、小林種苗が開発したホームランスターメロンがある（1981年05月27日「ホームランスター」に種苗登録、種苗登録番号第108号）。

## 特徴
白色の果皮と白い果肉で高い甘さが特徴の小玉メロン。
開発以前すでに、表皮・果肉共に白いメロン「しらゆきメロン」があったが、それに代わり全国的に普及した。

## 産地
東北より九州地方まで幅広く生産される。
- 秋田県・茨城県・熊本県など